# Cornish National Party
De Cornish National Party (CNP) of (in het Cornisch) Party Kenethlegek Kernow is een nationalistische politieke partij uit Cornwall, in 1969 gesticht, die zich in 1975 de afgesplitsten van de regionalistische Mebyon Kernow opving. De leider is James Whetter.
De splitsing voltrok zich zoals destijds bij de andere autonomistische partijen binnen het Verenigd Koninkrijk (Plaid Cymru, Scottish National Party) naar aanleiding van een aantal politiek-strategische splijtpunten:
- Wordt de partij links van het centrum en sociaaldemocratisch qua thema's, of zal de nadruk liggen op de een romantisch beleefde culturele identiteit en een centrum-rechtse koers.
- Is gedeeltelijke autonomie een eerste stap op weg naar volledige onafhankelijkheid (en mogelijk zelfs het stadium waarmee genoegen genomen wordt als de kiezers dat aangeven) of is de koers "alles of niets".

De partij trok de leden aan die de rechtervleugel uitmaakten. Het voornaamste struikelblok om lid te blijven van Mebyon Kernow was het geschil of de inzet economisch getint of cultureel getint moest wezen. Uiteindelijk vond men dat de CNP meer geworteld was in de Cornische cultuur en het erfgoed.
De doelen van de CNP waren:
- Bescherming van de identiteit van Cornwall.
- Verbetering van de economie.
- Behoud van de banden met Cornische emigranten en met andere regio's met een uitgesproken identiteit.
- Ondersteuning van het gebruik en de ontwikkeling van het Cornisch.

De partij herdenkt jaarlijks op 27 juni in Bodmin de Opstand van Cornwall in 1497 en de opstandelingenleider Thomas Flamank.
Hoewel de CNP geen racistisch gemotiveerde organisatie was had men wel een imagoprobleem daar de BNP eenzelfde imago uitdroeg. Tegenwoordig ziet men de CNP meer als een pressiegroep: de partij is niet geregistreerd als politieke partij en nam enkel in 1979 een keer deel aan verkiezingen.
De CNP geeft een kwartaalblad uit: The Cornish Banner (Cornisch: An Baner Kernewek).